# Kosheen
Kosheen je anglická drum and bassová, synth-popová, později i techno hudební skupina z Bristolu. Trio tvořili producenti Markee Substance a Darren Decoder společně se zpěvačkou Sian Evans. Jméno skupiny je kombinací japonských slov "starý" (古, 'ko') a "nový" (新, 'shin'). Sian Evans v rozhovoru uvedla, že jméno Kosheen vzniklo ze jména Cochise, což byl náčelník Apačů.

## Historie

### Resist (1999–2002)
Jejich první album Resist vyšlo v září roku 2001 a dostalo se na osmou příčku albové hitparády v domovské Británii. Pochází z něj hity jako (Slip & Slide) Suicide, Hide U, Catch, Hungry nebo Harder. Skladby z alba Resist se také objevily např. v počítačové hře FIFA od EA Sports, konkrétně Hide U s Catch a také Harder v herní sérii Nokia Game.[zdroj?]

### Kokopelli (2003–2005)
Druhé album Kokopelli vyšlo v srpnu 2003 a dostalo název podle a mytologického boha Kokopelliho, zobrazovaného jako hráče na flétnu. Album se oproti předchozímu odklonilo od tanečních stylů a vsadilo více na kytary a zadumané až temné texty. V albovém žebříčku se v Británii vyhouplo až na sedmé místo a stejně tak první singl All In My Head vyšplhal na sedmou příčku tamní singlové hitparády. Dalšími singly se staly Wasting My Time"a Avalanche (která byla ale dostupná pouze pro stažení). Písnička Swamp se např. objevila v oblíbené kriminální serii Kriminálka Las Vegas.[zdroj?]

### Damage (2007–2008)
Třetí album Damage vyšlo nejdříve v Evropě pod Universal music v březnu roku 2007. Edice alba Damage pro Anglii vyšla o několik měsíců později, a to v září s dvěma skladbami navíc — Analogue Street Dub a Professional Friend. Jako prvním singl byl vybrán Overkill, který vyšel v březnu (v EU) a srpnu (v UK) 2007.[zdroj?]

### Independence (2010–2012)
Jejich čtvrté studiové album bylo dokončeno již v květnu 2010 s předpokládaným datem vydání na podzim (nejspíše listopad). Vydání bylo ale nakonec posunuto až na rok 2011.[zdroj⁠?!]
Album bylo pojmenováno Independence (nezávislost) a prvním singlem by se měla stát skladba Get A New One. Další potvrzené songy, které by se měly na albu objevit jsou Waste, Spies, nebo Addict. Většina výše jmenovaných písniček už zazněla na koncertech, včetně těch v Čechách. 19. prosince 2010 byla na oficiální FB stránce skupiny zveřejněna první ochutnávka z chystaného alba v podobě písničky Bella Donna[zdroj⁠?!] a další 3 písničky (Waste, Enter a You Don't Own Me) převážně v remixovaných podobách na jejich Soundcloud. Na konci července 2011 Kosheen potvrdili na jejich FB stránce, že nový singl vyjde v září a album bude následovat v listopadu.[zdroj⁠?!]
Nakonec se vše ještě protáhlo a album Independence by mělo vyjít až v květnu 2012. Bylo to zapříčiněné tím, že Kosheen odešli od svého vydavatelství, založili vlastní label Kosheen Recordings, a na něm teprve vydala nové album. Všechno dělali proto, aby měli nad svou hudbou větší kontrolu bez diktátu velkého vydavatelství.[zdroj?]
První singl z alba Get A New One byl plánovaný na 13. února 2012, následovaný singlem Waste, ke kterému se již točilo i video.
Na jaro a léto bylo také plánováno turné k albu jak v UK tak i v celé EU.
Po několika odsunutích data vydání dlouho očekávané album Independence nakonec v ČR vyšlo pod EMI až 21. září, jak na CD tak ke stažení na iTunes.

### Poslední vystoupení (2022)
Poslední vystoupení proběhlo 19.9. 2022 v pražském Lucerna Music baru

## Diskografie

### Studiová alba
| Rok  | Detaily o albu                                                                             | Nejvyšší umístění | Nejvyšší umístění | Nejvyšší umístění | Nejvyšší umístění | Nejvyšší umístění | Nejvyšší umístění | Nejvyšší umístění | Nejvyšší umístění | Nejvyšší umístění | Nejvyšší umístění | Prodeje     |
| Rok  | Detaily o albu                                                                             | CZ                | UK                | AUS               | AUT               | BEL               | GER               | NL                | FIN               | SWI               | US Elec.          | Prodeje     |
| ---- | ------------------------------------------------------------------------------------------ | ----------------- | ----------------- | ----------------- | ----------------- | ----------------- | ----------------- | ----------------- | ----------------- | ----------------- | ----------------- | ----------- |
| 2001 | Resist - Vydáno: 17. září 2001 - Label: BMG / Moksha - Formáty: CD, LP                     | -                 | 8                 | 29                | 18                | 8                 | 45                | 25                | 36                | -                 | 15                | - UK: Zlato |
| 2003 | Kokopelli - Vydáno: 11. srpna 2003 - Label: BMG / Moksha - Formáty: CD, LP, ke stažení     | -                 | 7                 | 67                | 6                 | 10                | 16                | -                 | -                 | 30                | -                 | - UK: Zlato |
| 2007 | Damage - Vydáno: 10. září 2007 - Label: Moksha recordings - Formáty: CD, LP, ke stažení    | 12                | 95                | -                 | 18                | 75                | 48                | -                 | -                 | 23                | -                 |             |
| 2012 | Independence - Vydáno: 21. září 2012 - Label: Kosheen recordings - Formáty: CD, ke stažení | 24                | -                 | -                 | -                 | -                 | -                 | -                 | -                 | -                 | -                 |             |

- Drum 'n' Bass Reborn (2002)

Mixované album, které vyšlo jako příloha anglického hudebního magazínu Mixmag.

### EP
| Rok  | Detaily                                                                           |
| ---- | --------------------------------------------------------------------------------- |
| 2008 | Berlin Live EP - Vydáno: 4. srpna 2008 - Label: Moksha - Formát: pouze ke stažení |

### Singly
| Rok  | Singl                          | Nejvyšší umístění | Nejvyšší umístění | Nejvyšší umístění | Nejvyšší umístění | Nejvyšší umístění | Nejvyšší umístění | Nejvyšší umístění | Nejvyšší umístění | Nejvyšší umístění | Nejvyšší umístění | Nejvyšší umístění | Album          |
| Rok  | Singl                          | UK                | AUS               | AUT               | BEL               | GER               | FIN               | IRE               | ITA               | NL                | SWE               | US Dance Sales    | Album          |
| ---- | ------------------------------ | ----------------- | ----------------- | ----------------- | ----------------- | ----------------- | ----------------- | ----------------- | ----------------- | ----------------- | ----------------- | ----------------- | -------------- |
| 1999 | "Yes Men"                      | -                 | -                 | -                 | -                 | -                 | -                 | -                 | -                 | -                 | -                 | -                 | nealbový singl |
| 1999 | "Dangerous Waters"             | -                 | -                 | -                 | -                 | -                 | -                 | -                 | -                 | -                 | -                 | -                 | nealbový singl |
| 2000 | "Hide U" / "Empty Skies"       | 73                | -                 | -                 | -                 | -                 | -                 | -                 | -                 | -                 | -                 | -                 | Resist         |
| 2000 | "Catch" / "Demonstrate"        | 94                | -                 | -                 | -                 | -                 | -                 | -                 | -                 | -                 | -                 | -                 | Resist         |
| 2001 | "(Slip & Slide) Suicide"       | 50                | -                 | -                 | 34                | -                 | -                 | -                 | -                 | 80                | -                 | -                 | Resist         |
| 2001 | "Hide U (Remix)                | 6                 | 23                | -                 | 3                 | 77                | -                 | -                 | -                 | 5                 | 39                | 15                | Resist         |
| 2001 | "Catch (Re-release)"           | 15                | 27                | -                 | 5                 | 19                | 13                | -                 | -                 | -                 | 52                | -                 | Resist         |
| 2002 | "Hungry"                       | 13                | 53                | -                 | 18                | 79                | 10                | -                 | -                 | -                 | -                 | -                 | Resist         |
| 2002 | "Harder"                       | 53                | -                 | -                 | -                 | -                 | -                 | -                 | -                 | -                 | -                 | -                 | Resist         |
| 2003 | "All In My Head"               | 7                 | 37                | -                 | 4                 | -                 | -                 | 34                | 49                | -                 | -                 | -                 | Kokopelli      |
| 2003 | "Wasting My Time"              | 49                | -                 | -                 | -                 | -                 | -                 | -                 | -                 | -                 | -                 | -                 | Kokopelli      |
| 2004 | "Avalanche" (pouze ke stažení) | -                 | -                 | -                 | -                 | -                 | -                 | -                 | -                 | -                 | -                 | -                 | Kokopelli      |
| 2007 | "Overkill (Is It over Now?)"   | -                 | -                 | 60                | -                 | 70                | -                 | -                 | -                 | -                 | -                 | -                 | Damage         |
| 2007 | "Guilty" (pouze ke stažení)    | -                 | -                 | -                 | -                 | -                 | -                 | -                 | -                 | -                 | -                 | -                 | Damage         |
| 2012 | "Get A New One"                | -                 | -                 | -                 | -                 | -                 | -                 | -                 | -                 | -                 | -                 | -                 | Independence   |
| 2012 | "Mannequin"                    | -                 | -                 | -                 | -                 | -                 | -                 | -                 | -                 | -                 | -                 | -                 | Independence   |
| 2012 | "Holding On"                   | -                 | -                 | -                 | -                 | -                 | -                 | -                 | -                 | -                 | -                 | -                 | nealbový singl |